# Niebo do wynajęcia
Niebo do wynajęcia – debiutancki album studyjny Roberta Kasprzyckiego. Płyta została nagrana w Studio GRELCOM w Krakowie w 1996 roku. Premiera krążka miała miejsce 3 marca 1997 roku. W roku 2010 Pomaton EMI wznowił wydanie pierwszej jak i drugiej płyty Kasprzyckiego. 

## Lista utworów
Opracowano na podstawie materiału źródłowego.
1. Niebo do wynajęcia - 4:36
2. Mam wszystko jestem niczym - 3:19
3. Miejsca, przedmioty, kształty, drzwi - 4:21
4. Sam wiesz - 5:14
5. Santa Teresa de Avila - 5:16
6. Zielone szkiełko - 4:32
7. Jestem powietrzem - 3:32
8. Zapiszę śniegiem w kominie - 5:33
9. Tylko Ty i ja - 3:14
10. Na krawędzi dnia - 5:05
11. Ja nie śpię ja śnię - 5:37

## Twórcy
Opracowano na podstawie materiału źródłowego.
- Robert Kasprzycki - muzyka i słowa, śpiew, gitara klasyczna i akustyczna, klawisze
- Tomasz Hernik - puzon, akordeon
- Piotr Dziadkowiec - bass
- Adam Zadora - perkusja
- Marek "Smok" Rajss - konga

- Dariusz Grela - realizacja
- Krzysztof Koszewski - projekt graficzny okładki

Gościnnie wystąpili:
- Marcin Pospieszalski - bass, organy Hammonda, konsultacja muzyczna
- Jacek Królik - gitara
- Andrzej Czamara - gitara
- Janusz Radek - śpiew
- Andrzej Popiel - perkusja
- Tomasz Kupiec - kontrabas
- Janusz Witko - saksofon
- Dariusz Grela - klawisze
- Tadeusz Oferta - banjo

## Nagrody i wyróżnienia
- Tytułowy utwór Niebo do wynajęcia został uznany za najlepszą piosenkę literacką roku 1996 w plebiscycie Programu Pierwszego Polskiego Radia
- Album został nominowany do Fryderyka 1997 w kategorii Album roku - piosenka poetycka, ostatecznie przegrał z albumem Grzegorza Turnaua - Tutaj jestem